# Kaltwassergeysir

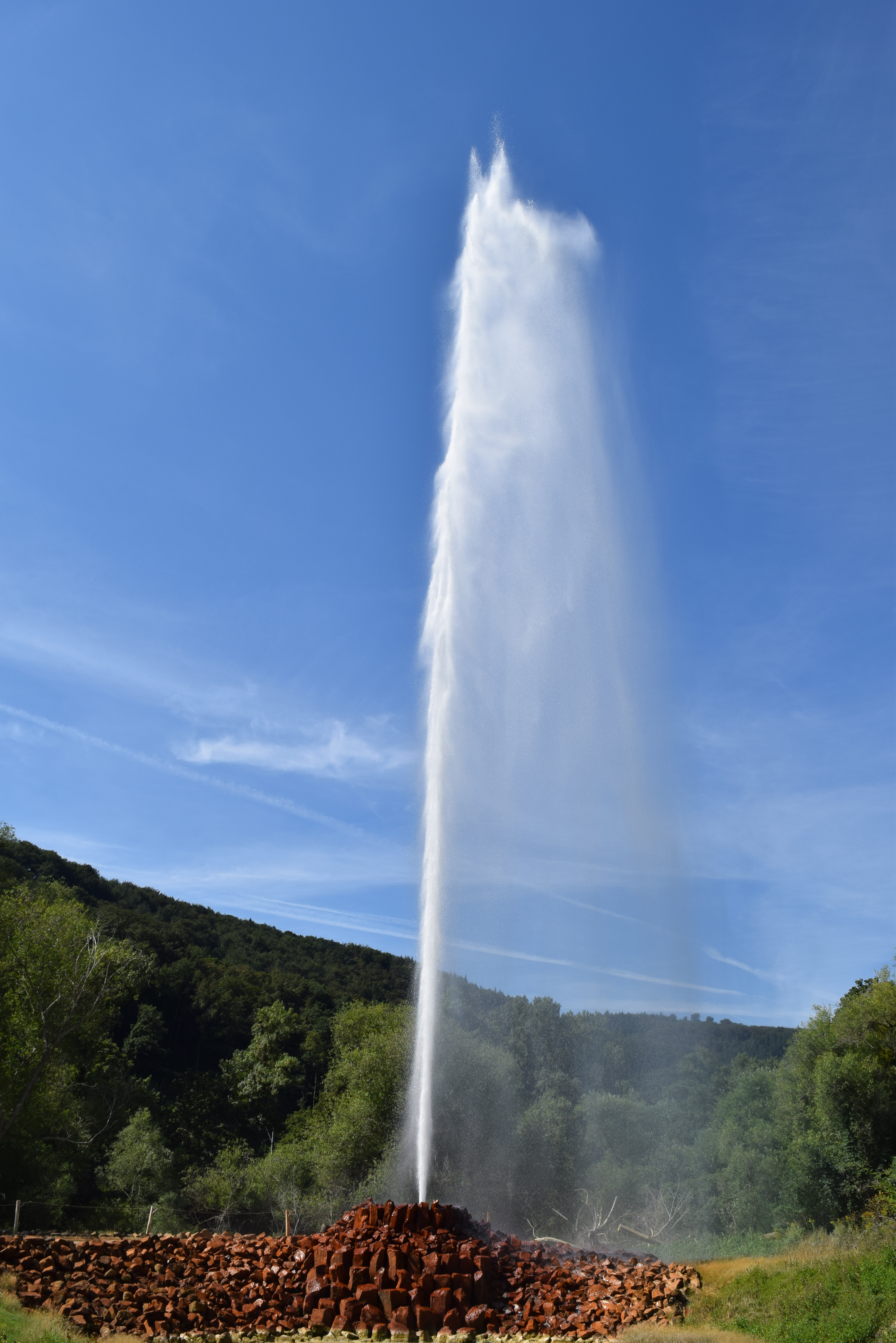
Der Geysir Andernach, der höchste Kaltwassergeysir der Welt (2016)

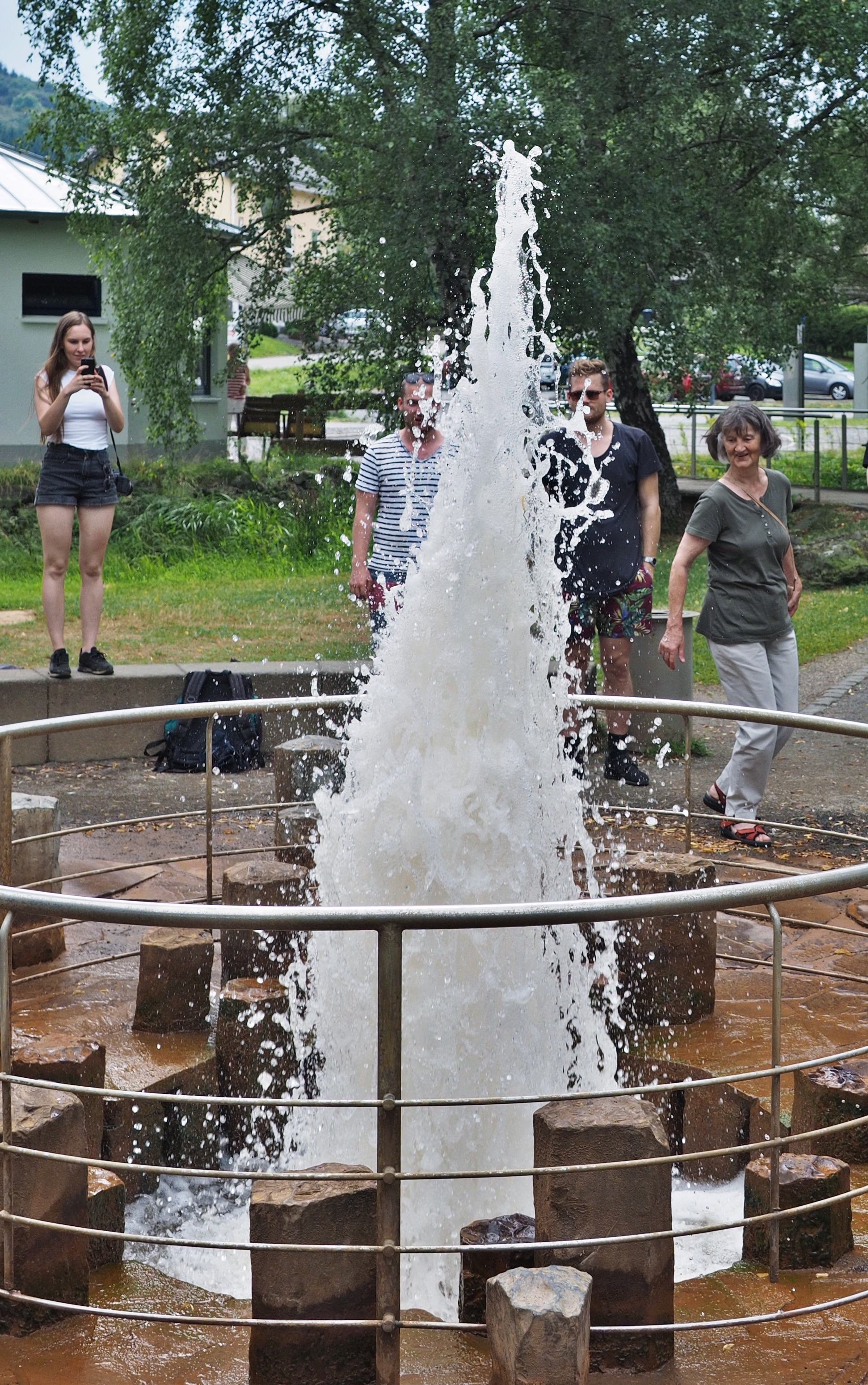
Kaltgeysir „Brubbel“ in Wallenborn / Eifel

Ein Kaltwassergeysir ist eine besondere Form von künstlichen Kohlensäurequellen (gas-artesischer Brunnen), die wie echte Geysire ihr Wasser in mehr oder minder regelmäßigen Abständen als Fontäne ausstoßen. Die treibende Kraft für den Wasserausstoß ist aufperlendes Kohlenstoffdioxid. Der Mechanismus ist vergleichbar mit dem Aufschäumen von Mineralwasser aus einer Mineralwasserflasche beim Öffnen.

## Entstehung
Voraussetzung für einen Kaltwassergeysir ist Kohlenstoffdioxid (CO2), das durch vulkanische Vorgänge freigesetzt und von Grundwasser durch Lösen aufgenommen wird. Das Grundwasser kann Kohlenstoffdioxid bis zur druckabhängigen Löslichkeit in die flüssige Phase aufnehmen. Steigt ein gesättigtes Paket Wasser im Aquifer etwa durch Wärmekonvektion ausreichend rasch und weit auf, können sich (an Siedekeimen) Gasblasen aus CO2 bilden. Kleine Gasblasen steigen in Wasser nur langsam auf. Ein volumenmäßig ausreichend großer Gasblasenanteil reduziert die Dichte des (blasigen) Wassers. Dieses steigt in einem vertikalen Schlot oder Rohr nach dem Prinzip der Mammutpumpe deutlich über das Niveau des umgebenden, kommunizierenden Grundwassers an. Überschreitet die Pumphöhe sogar das Niveau des umgebenden Bodens, tritt ein Geysir frei sichtbar in die Atmosphäre aus. Überschreitet die Pumprate die Quellergiebigkeit im Untergrund kann der Geysir auch intermittierend in mehr oder weniger regelmäßigen Intervallen hochspritzen.
Im Normalfall wird das Kohlenstoffdioxid daraufhin von der Grundwasseroberfläche langsam und regelmäßig freigegeben und sucht sich seinen Weg durch das überlagernde Erdreich, um entweder großflächig verteilt an der Erdoberfläche auszutreten oder an einigen eng begrenzten Stellen als Mofette.
Für die Entstehung eines Kaltwassergeysirs ist wie bei echten Geysiren ein eng begrenzter Aufstiegskanal für den Wasserausstoß nötig. Dieser ist in der Regel künstlich und entsteht, wenn das kohlenstoffdioxidhaltige Grundwasser angebohrt wird und die Bohrung verrohrt wird. In diesem Eruptionskanal hat das Grundwasser eine direkte Verbindung zur Oberfläche.
Der Eruptionsmechanismus eines Kaltwassergeysirs geht bei Vorliegen dieser Voraussetzungen darauf zurück, dass die Löslichkeit des Kohlenstoffdioxids bei Abnahme des Wasserdrucks ebenfalls abnimmt. Die freie Wasseroberfläche in der Bohrung bietet dem Kohlenstoffdioxid bei Erreichen der Lösungsgrenze die Möglichkeit, ungehindert auszuperlen. Dies setzt den Druck herab, sodass weiteres Kohlenstoffdioxid freigesetzt wird und das Wasser zu sprudeln beginnt. Der Prozess verstärkt sich so weit, dass das Wasser schließlich aufsteigt und in Abhängigkeit vom Durchmesser der Bohrung und dem Angebot an Kohlenstoffdioxid als Schwall oder Fontäne aus der oberen Öffnung austritt. Der Kohlenstoffdioxidgehalt im Grundwasser nimmt durch den Gas- und Wasseraustritt ab, bis die Reaktion zum Erliegen kommt. Im Anschluss an die Eruption beginnt der Prozess von Neuem. Dieser Ablauf kann durch das Verschließen des Bohrlochs gesteuert werden (Eruptionskontrolle). Technische Eruptionskontrolle gibt es zum Beispiel bei den Kaltwassergeysiren in Andernach und Soda Springs (Idaho).

## Vorkommen
Kaltwassergeysire gibt es besonders in passiven Vulkangebieten wie der Vulkaneifel, wo austretendes vulkanisches Kohlenstoffdioxid Mofetten und damit Kaltwassergeysire ermöglicht. Die meisten Kaltwassergeysire werden bei der Erschließung von Mineralwässern angetroffen, in Deutschland etwa in Andernach sowie am Nordende des Oberrheingrabens zwischen Bad Nauheim und Wiesbaden.
In Deutschland sind vor allem die Kaltwassergeysire der Eifel touristisch erschlossen. In Wallenborn ist der Wallende Born (volkstümlich: der Brubbel genannt) ein aktiver Kaltwassergeysir (Ausbruch etwa alle 25–30 Minuten (IBE), Dauer der Eruption etwa 5 Minuten, Ausbruchshöhe bis zu 3 Metern, springbrunnenartig). Der Kaltwassergeysir Andernach liegt auf dem Namedyer Werth bei Andernach (Höhe der Fontäne beim bisher üblichen technisch kontrollierten Betrieb 50 bis 60 Metern, düsenartig).
In der Slowakei existiert neben dem Geysir in Herľany bei Košice (Kaschau) – Intervall 32 bis 34 Stunden, Dauer der Eruption etwa 26 Minuten, Ausbruchshöhe 15 m – mit dem Sivá Brada ein nur schwach tätiger weiterer Kaltwassergeysir in der Nähe von Spišské Podhradie.
Die Kaltwassergeysire der USA befinden sich vorwiegend im Südosten Utahs, bekannt sind der Crystal Geyser bei Green River (Utah) und der Woodside Geyser (Intervall etwa 20 Minuten) in Woodside (Utah). Ein weiterer bekannter Kaltwassergeysir in den USA befindet sich in Soda Springs, Idaho (künstliches Intervall durch Zeitschaltuhr und Ventil: 1 Stunde, natürliches Intervall: unbekannt, Ausbruchshöhe 30 m). Der Kaltwassergeysir wird nur geöffnet, wenn der Wind so steht, dass die nahebei befindlichen Gebäude und Geschäfte von der Fontäne nicht besprüht werden.
Zur Entgasung eines Kratersees besteht eine selbständige Kohlenstoffdioxid-Fontäne auf dem Nyos-See in Kamerun.

## Liste einiger Kaltwassergeysire weltweit
| Name                          | Ort                      | Region          | Land        | Höhe (m) | Intervall (min.)         | Dauer (min.)    | Temp (°C) | CO2-Gehalt   | Bemerkung |
| ----------------------------- | ------------------------ | --------------- | ----------- | -------- | ------------------------ | --------------- | --------- | ------------ | --- |
| Andernach Geysir              | Andernach                | Rheinland-Pfalz | Deutschland | 40–60    | 90–240                   | 7–8             |           |              | 1903/1904, erste Bohrung bis in 343 m Tiefe, aktiv alle 3–4 Stunden, Fontäne 50–60 m hoch, bis 1957 aktiv, 2001 wurde ein neuer Brunnen bis 350 m Tiefe gebohrt, der heutige Geysir.                                                                                  |
| Champagne Geyser              | Green River              | Utah            | USA         | 7–8      | 120                      | 5               |           |              | (Chaffin Ranch Geyser) |
| Cold Water Geyser             | Yellowstone-Nationalpark | Wyoming         | USA         | 0,5      |                          | 10              |           |              | |
| Crystal Geyser                | Green River              | Utah            | USA         | 3–15     | 240–720                  | 7–32 und 98–113 | 16,5–17,5 | 2,6–5,8 kg/s | 1935 beim Bohren nach Öl bis in 800 m Tiefe erzeugt |
| Floriano de Lemos             | Caxambu                  | Minas Gerais    | Brasilien   | 8        | 3 × pro Tag              |                 | 27        |              | |
| Herľany Geysir                | Herľany                  | Košice          | Slowakei    | 15       | 32–34 h                  | 26              | 10–17,8   | 1,385 g/l    | 1870 wurde erste Bohrung vorgenommen, 1872 erfolgte bei 172 m Tiefe erste Eruption, 1874 stieg bei 330 m Tiefe die Fontaine für 10 Tage auf bis zu 112 m, heutige Tiefe 404,5 m. Seit 2002 auf der Vorschlagsliste der UNESCO für die Anerkennung als Weltkulturerbe. |
| Jones Fountain of Life        | Clearlake                | Kalifornien     | USA         | < 1,0    | 60                       | 22              | 62        |              | |
| Mokena Geyser                 | Te Aroha                 | Waikato         | Neuseeland  | 0,5–5    | 40                       | einige Min.     | 75–85     | 2,5 g/kg     | 1936 durch Bohrung künstlich angelegt |
| Povremeni Geyser              | Sijarinska               |                 | Serbien     | 20       | 9                        | 2               | 55        |              | |
| Sivá Brada                    | Spišské Podhradie        |                 | Slowakei    | 0,3      | mehr als 10 × pro Minute | 1–2 Sekunden    |           |              | |
| Soda Springs Geyser           | Soda Springs             | Idaho           | USA         | 30       | 60                       | 1–2             | 40        |              | 1937 auf 96 m Tiefe gebohrt. Die Rohröffnung wird via Zeitschaltuhr jede volle Stunde geöffnet und der Geysir erreicht dann eine Höhe von rund 30 m. |
| Source Intermittente de Vesse | Bellerive-sur-Allier     | Auvergne        | Frankreich  | 1–6      | 230–270                  | 45–50           | 29,7      |              | 1844 wurde die Quelle bis auf eine Tiefe von 110 m angebohrt. |
| Ten Mile Geyser               | Green River              | Utah            | USA         | 2,5–3,5  | 404                      | 51 sec          |           |              | |
| Tumbleweed Geyser             | Green River              | Utah            | USA         | 0,3–1,5  | 2–8,5                    | 46–94           |           |              | |
| Wallender Born                | Wallenborn               | Rheinland-Pfalz | Deutschland | 2–3      | 25–30                    | wenige Minuten  |           |              | Im Volksmund Brubbel genannt, bis 1933 eine regelmäßig brodelnde Quelle; jetzt, nach der Verrohrung mit einem 30 Meter langen Rohr, Geysir. Namensgebend (spätestens 13. Jhdt.) für den Ort.                                                                          |
| Woodside Geyser               | Woodside                 | Utah            | USA         | 6–10     | 28                       | 60–90           |           |              | (Roadside Geyser) |
| Unnamed Geyser                | Salton Sea               | Kalifornien     | USA         | 0,1–0,5  | 10–60 s                  | Sekunden        |           |              | |

Grundlage der Tabelle: J. Alan Glennon, The Operation and Geography of Carbon Dioxide-Driven, Cold-Water “Geysers”, 2004